# Celestyn Burstin
Celestyn Burstin (Целестин Леонович Бурстин) (ur. 28 stycznia 1888 w Tarnopolu, zm. 2 października 1938 w Mińsku) – matematyk polskiego pochodzenia.

## Życiorys
Ukończył studia w roku 1911 na Uniwersytecie Wiedeńskim, a następnie zamieszkał w Wiedniu. W roku 1929 wyemigrował do ZSRR jako sympatyk komunizmu; profesor Uniwersytetu w Mińsku. Członek Polskiego Towarzystwa Matematycznego. Od roku 1931, członek Białoruskiej Akademii Nauk i dyrektor Instytutu Matematycznego tej Akademii. W roku 1937, Burstin został aresztowany jako podejrzany o działalność szpiegowską na rzecz Polski i Austrii. Zmarł w mińskim więzieniu w czasie przesłuchań; zrehabilitowany pośmiertnie w roku 1956.
Autor następującego twierdzenia w teorii funkcji rzeczywistych nazywanego twierdzeniem Burstina albo twierdzeniem Burstina–Łomnickiego:
Niech f: ℝ → ℝ będzie funkcją mierzalną, która ma dowolnie małe okresy. Wówczas f jest prawie wszędzie stała.
Praca Burstina dotycząca tego twierdzenia została opublikowana w 1915 roku; pierwszy dowód twierdzenia nie był jednak poprawny. Innym wynikiem Burstina jest następujące twierdzenie dotyczące uporządkowanych przestrzeni liniowych:
Na każdej rzeczywistej przestrzeni liniowej V mocy continuum istnieje taka relacja liniowego porządku <, że dla wszelkich x, y, z ∈ V
- jeżeli  x < y, to x + z < y + z (innymi słowy para (V, <) jest uporządkowaną przestrzenią liniową),
- jeżeli 0 < x < y, to istnieje taka liczba naturalna n, że nx > y (innymi słowy uporządkowana przestrzeń liniowa (V, <) spełnia aksjomat Archimedesa).

Autor ponad kilkunastu prac naukowych.